# Klaus Nickau
Klaus Nickau (* 4. Dezember 1934 in Berlin) ist ein deutscher Klassischer Philologe. Er war von 1970 bis 2000 Professor für Klassische Philologie an der Universität Göttingen.

## Leben
Klaus Nickau studierte Klassische Philologie an den Universitäten Hamburg (bei Bruno Snell), Tübingen und Athen. 1960 wurde er in Hamburg mit der Arbeit Das sog. Ammonios-Lexikon: Vorarbeiten zu einer textkritischen Ausgabe promoviert. In Hamburg arbeitete er auch am Lexikon des frühgriechischen Epos mit. Bis zum Projektabschluss 2010 war er Mitglied der LfgrE-Leitungskommission der Göttinger Akademie der Wissenschaften. Von 1965 bis 1969 war er Assistent von Hartmut Erbse an der Universität Tübingen, mit dem er 1968 an die Universität Bonn wechselte. Dort habilitierte er sich 1969 mit einer Arbeit zu dem ersten Leiter der Bibliothek von Alexandria und frühen Homerphilologen, Zenodotos von Ephesos. 1970 wurde er als Nachfolger von Karl Deichgräber ordentlicher Professor an der Georg-August-Universität Göttingen. 2000 wurde er emeritiert.

## Leistungen
Nickaus Ausgabe (Bibliotheca Teubneriana, 1966) des spätantiken Synonymenlexikons, das unter dem Namen des Ammonios überliefert ist, gilt als vorbildlich. Sein Buch zur Homerausgabe und textkritischen Methode des Zenodot von Ephesos (1977), zu dem Nickau auch den Artikel in Paulys Realencyclopädie der classischen Altertumswissenschaft verfasste, gilt als ein wichtiges Werk auf dem Gebiet der antiken Homerphilologie.
Die eigentliche Bandbreite von Nickaus Wissen zeigen seine zahlreichen wissenschaftlichen Aufsätze. Sie behandeln unter anderem Herodot, Sophokles, Aristoteles’ Poetik, griechische Grammatiker wie Apollonios Dyskolos, den Bukoliker Theokritos, den Hirtenroman des Longos, die spätantike Historia Lausiaca, Kaiser Justinian I. bei Romanos Melodos und Friedrich Hölderlins Sophoklesübersetzungen. Auf dem Gebiet der lateinischen Literatur veröffentlichte Nickau Beiträge zu Marcus Tullius Ciceros Tusculanen und zu Lucans Epos Pharsalia. Von 1988 bis 2001 diente Nickau als einer der Herausgeber der Zeitschrift Glotta.

## Schriften (Auswahl)
- Ammonii qui dicitur liber de adfinium vocabulorum differentia. Teubner, Leipzig 1966 (Bibliotheca scriptorum Graecorum et Romanorum Teubneriana)
- Untersuchungen zur textkritischen Methode des Zenodotos von Ephesos. de Gruyter, Berlin-New York 1977 (Untersuchungen zur antiken Literatur und Geschichte, Bd. 16) ISBN 3-11-001827-6.